# The Millers
The Millers è una sitcom statunitense trasmessa per due stagioni dal 2013 al 2014 sulla rete televisiva CBS.
Il 14 novembre 2014 è stata annunciata la cancellazione al termine della seconda stagione. In Italia la serie viene trasmessa dal 28 gennaio 2014 su Comedy Central, mentre dal 3 agosto 2015 viene trasmessa in chiaro su Rai 2.

## Trama
La serie segue le vicende di una famiglia disfunzionale, i Miller. I capostipiti Tom e Carol decidono di separarsi, seguendo l'esempio del recentemente divorziato figlio Nathan, e di trasferirsi a casa dei loro due figli. Tom viene ospitato dalla figlia Debbie e dal marito Adam, mentre Carol impone la sua presenza al figlio Nathan, giornalista presso una televisione locale.

## Episodi
| Stagione         | Episodi | Prima TV USA | Prima TV Italia |
| ---------------- | ------- | ------------ | --------------- |
| Prima stagione   | 23      | 2013-2014    | 2014            |
| Seconda stagione | 11      | 2014         | 2015            |

## Personaggi e interpreti
- Nathan Miller, interpretato da Will Arnett.
Considerato membro di successo della famiglia, recentemente divorziato, lavora come inviato di un notiziario televisivo locale.
- Carol Miller, interpretata da Margo Martindale.
È la manipolatrice e invasiva moglie di Tom.
- Debbie Miller Stoker, interpretata da Jayma Mays.
È la sorella di Nathan, felicemente sposata con Adam.
- Ray, interpretato da J. B. Smoove.
È il miglior amico di Nathan.
- Adam Stoker, interpretato da Nelson Franklin.
È il marito di Debbie.
- Mikayla Stoker, interpretata da Eve Moon (ep. 1-11) e da Lulu Wilson (ep. 12-34).
È la figlia di Debbie e Adam.
- Tom Miller, interpretato da Beau Bridges.
È il padre di Nathan e Debbie, il quale decide di lasciare la moglie dopo 43 anni di matrimonio.
- Kip Finkle (stagione 2), interpretato da Sean Hayes.
Migliore amico di Carol.

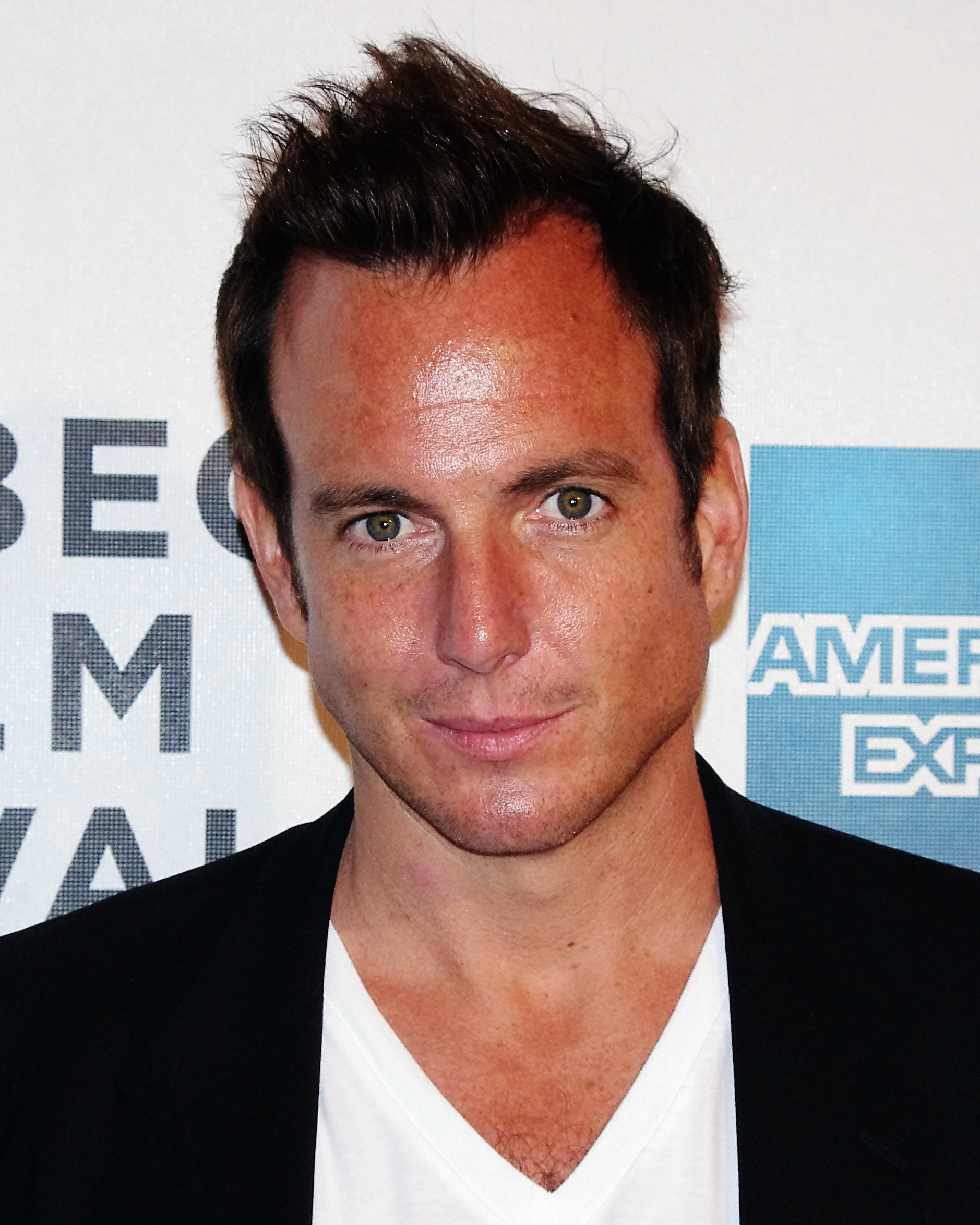
Will Arnett interpreta Nathan Miller
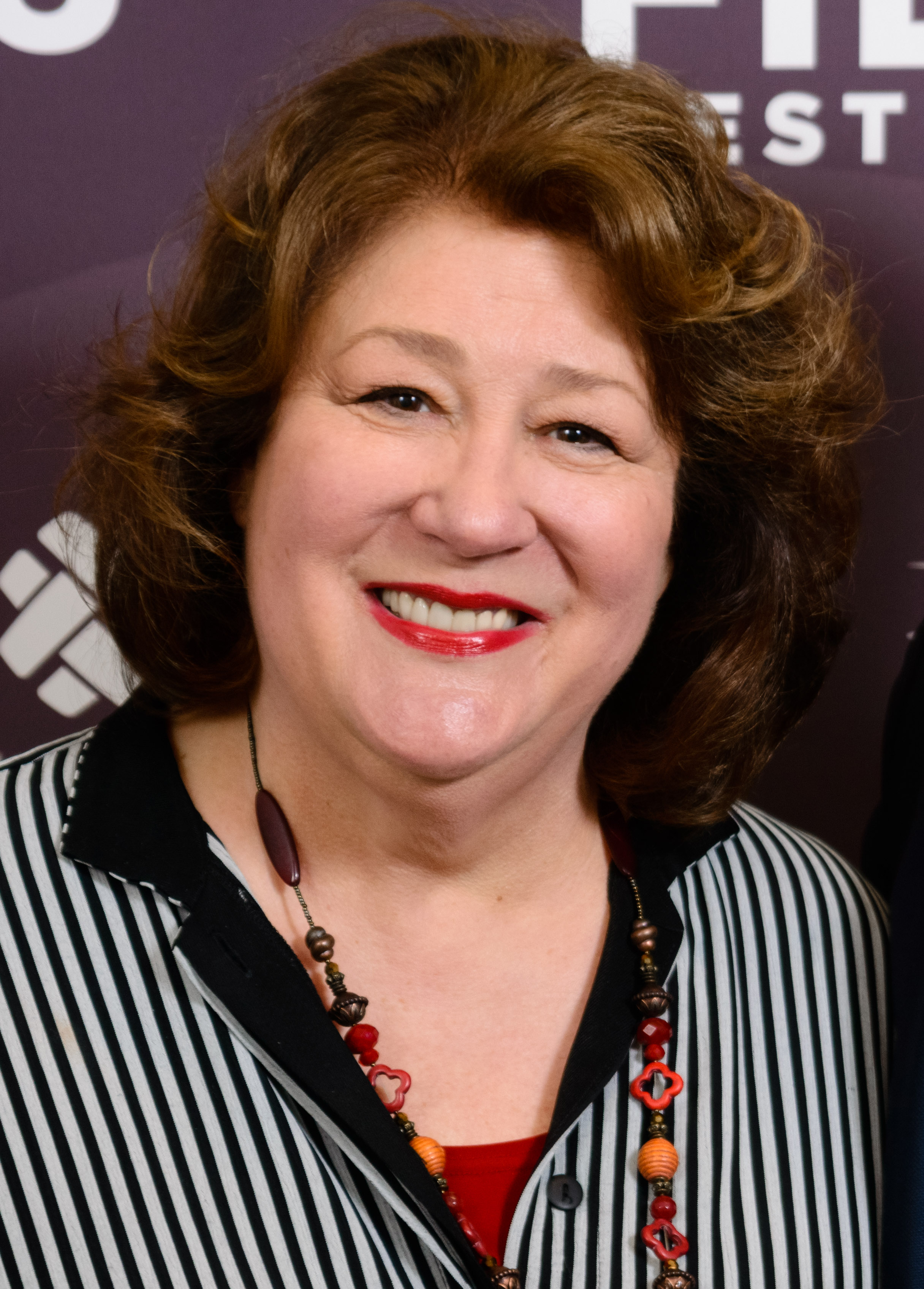
Margo Martindale interpreta Carol Miller
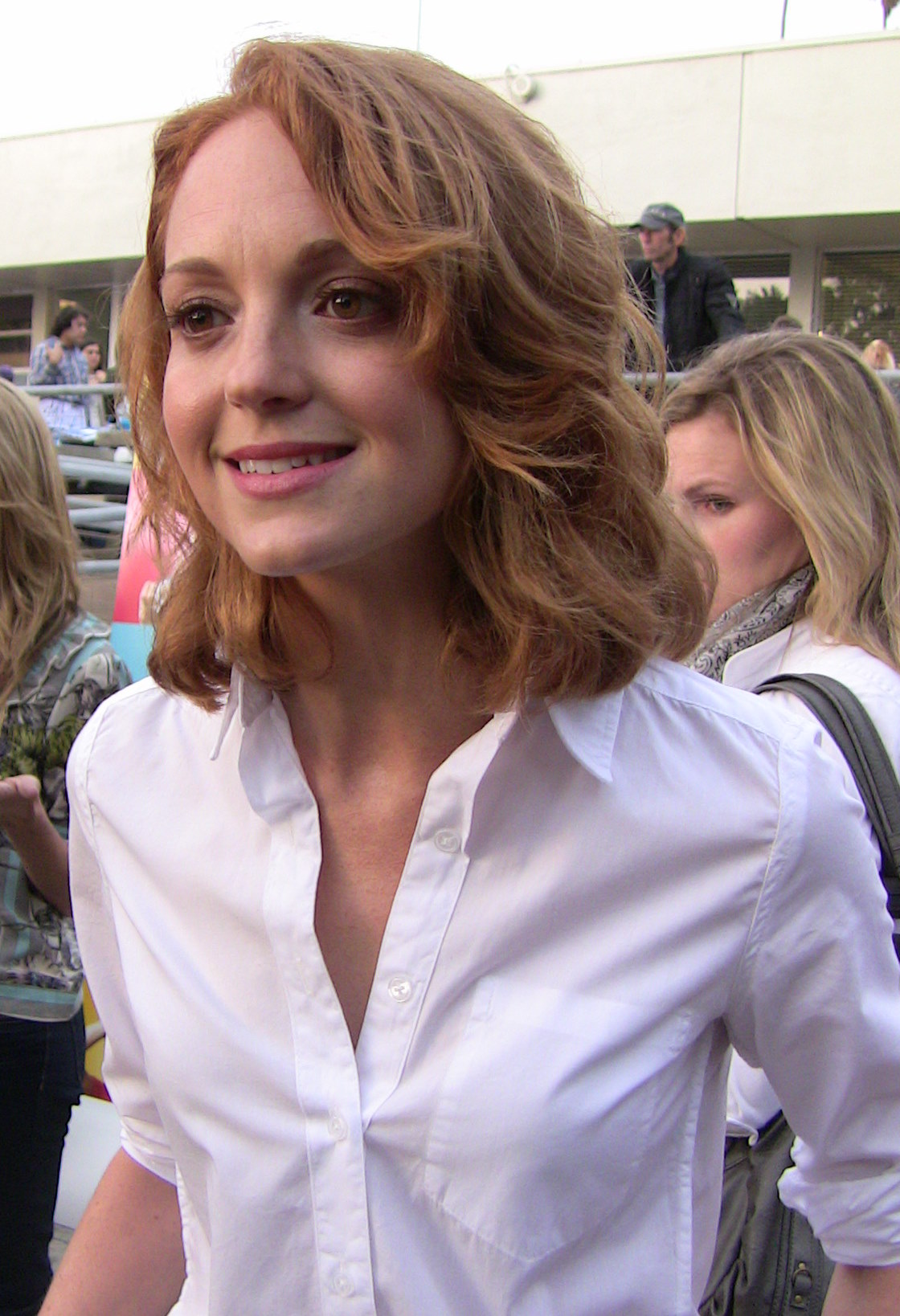
Jayma Mays interpreta Debbie Miller
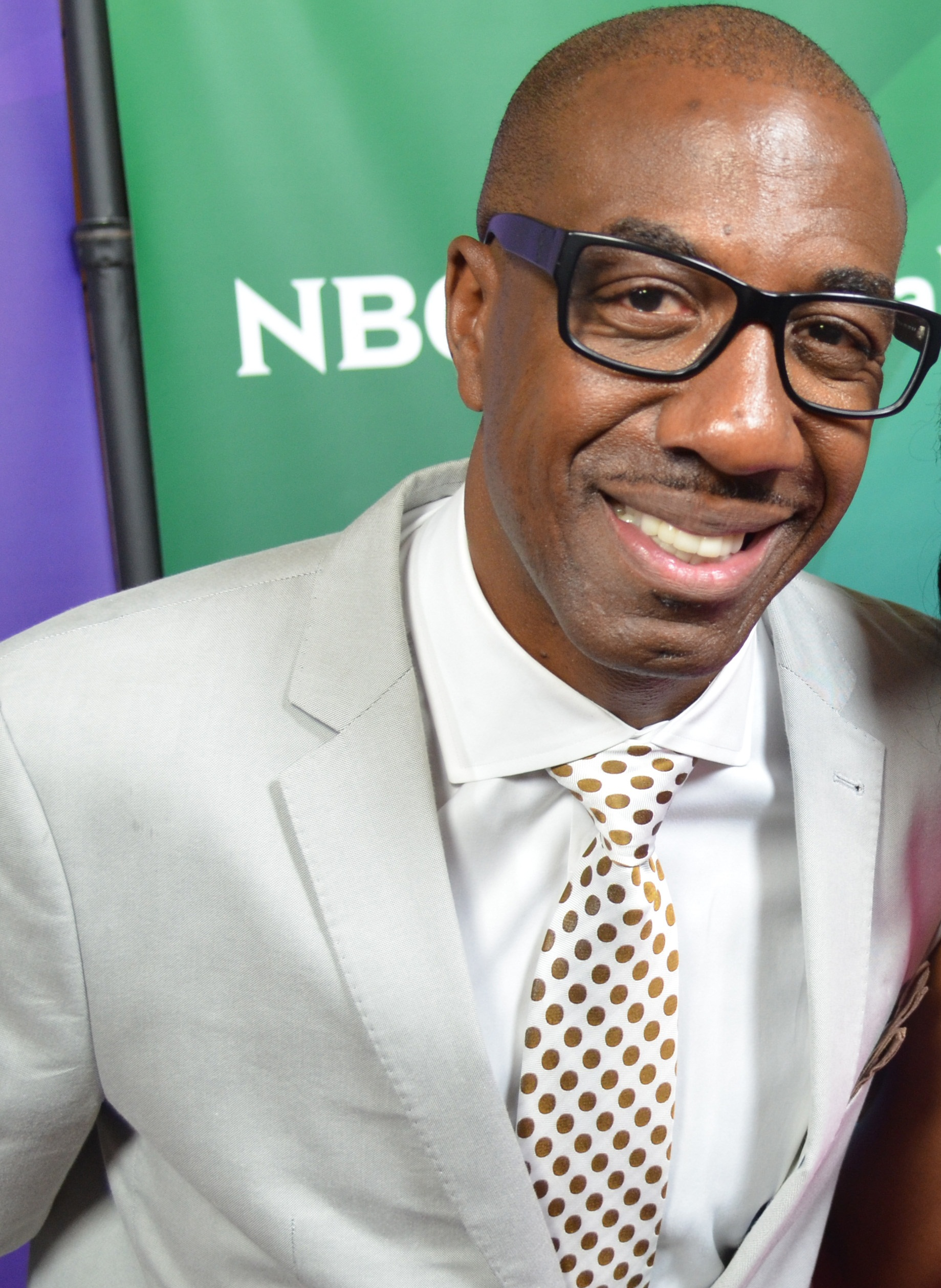
J. B. Smoove interpreta Ray
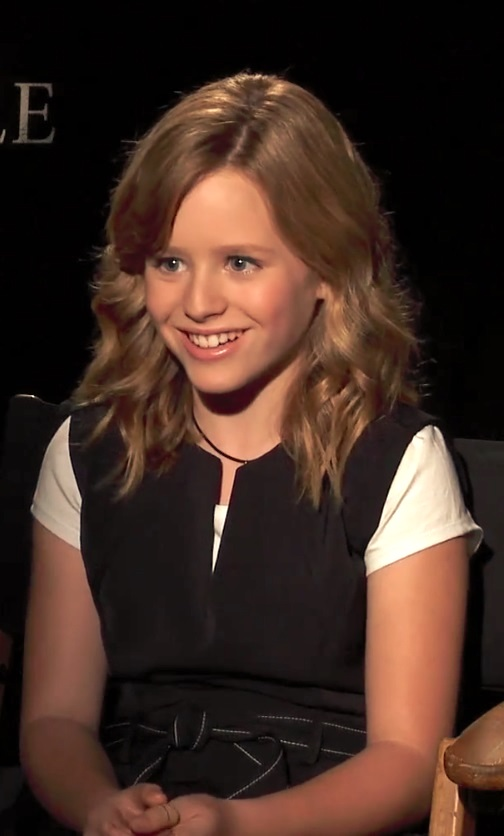
Lulu Wilson interpreta Mikayla Stoker
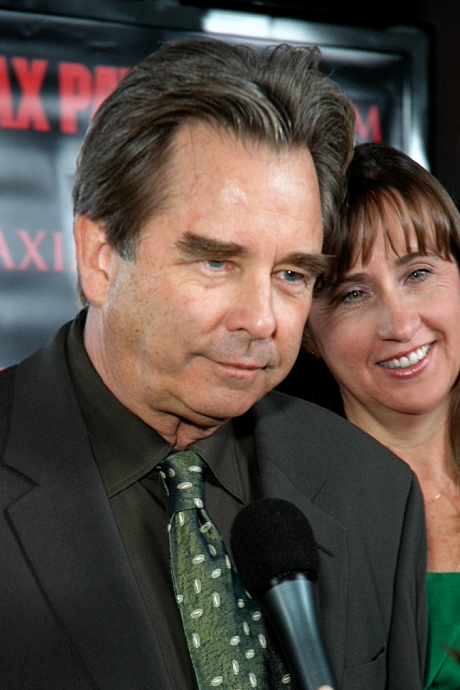
Beau Bridges interpreta Tom Miller
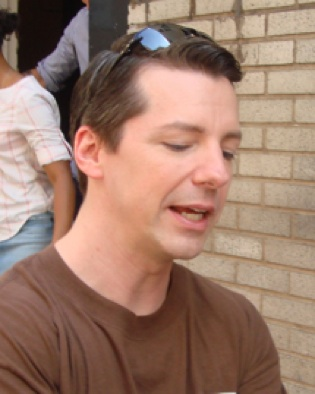
Sean Hayes interpreta Kip Finkle